# 4AD (EP)
4AD je EP britské rockové skupiny Bauhaus, vydané v říjnu roku 1983 prostřednictvím hudebního vydavatelství 4AD, podle něhož bylo pojmenováno. Jde o kompilační album složené z tří singlů a to včetně jejich B stran. Obsahuje celkem šest písní, z toho čtyři autorské a dvě převzaté. Producenty nahrávek byli členové skupiny Bauhaus. Autorem fotografie na přední straně obalu desku je Emmanuel Sougez, na zadní pak Stella Watts. Album původně vyšlo na 12" gramofonové desce a později nikdy nevyšlo v reedici na CD.

## Seznam skladeb
| Pořadí | Název                       | Autor      | Délka |
| ------ | --------------------------- | ---------- | ----- |
| 1.     | Dark Entries                | Bauhaus    | 3:51  |
| 2.     | Terror Couple Kill Colonel  | Bauhaus    | 4:22  |
| 3.     | Telegram Sam                | Marc Bolan | 2:08  |
| 4.     | Terror Couple Kill Colonel  | Bauhaus    | 4:33  |
| 5.     | Rosegarden Funeral of Sores | John Cale  | 5:31  |
| 6.     | Crowds                      | Bauhaus    | 3:13  |

## Obsazení
- Peter Murphy – zpěv
- Daniel Ash – kytara, doprovodné vokály
- David J – baskytara, doprovodné vokály
- Kevin Haskins – bicá, perkuse